# Dalian (stacja kolejowa)
Dalian (chiń. 大连站; pinyin Dàlián Zhàn) – stacja kolejowa w Dalian, w prowincji Liaoning, w Chinach. Ma 5 peronów.